# Poniente (Cataluña)

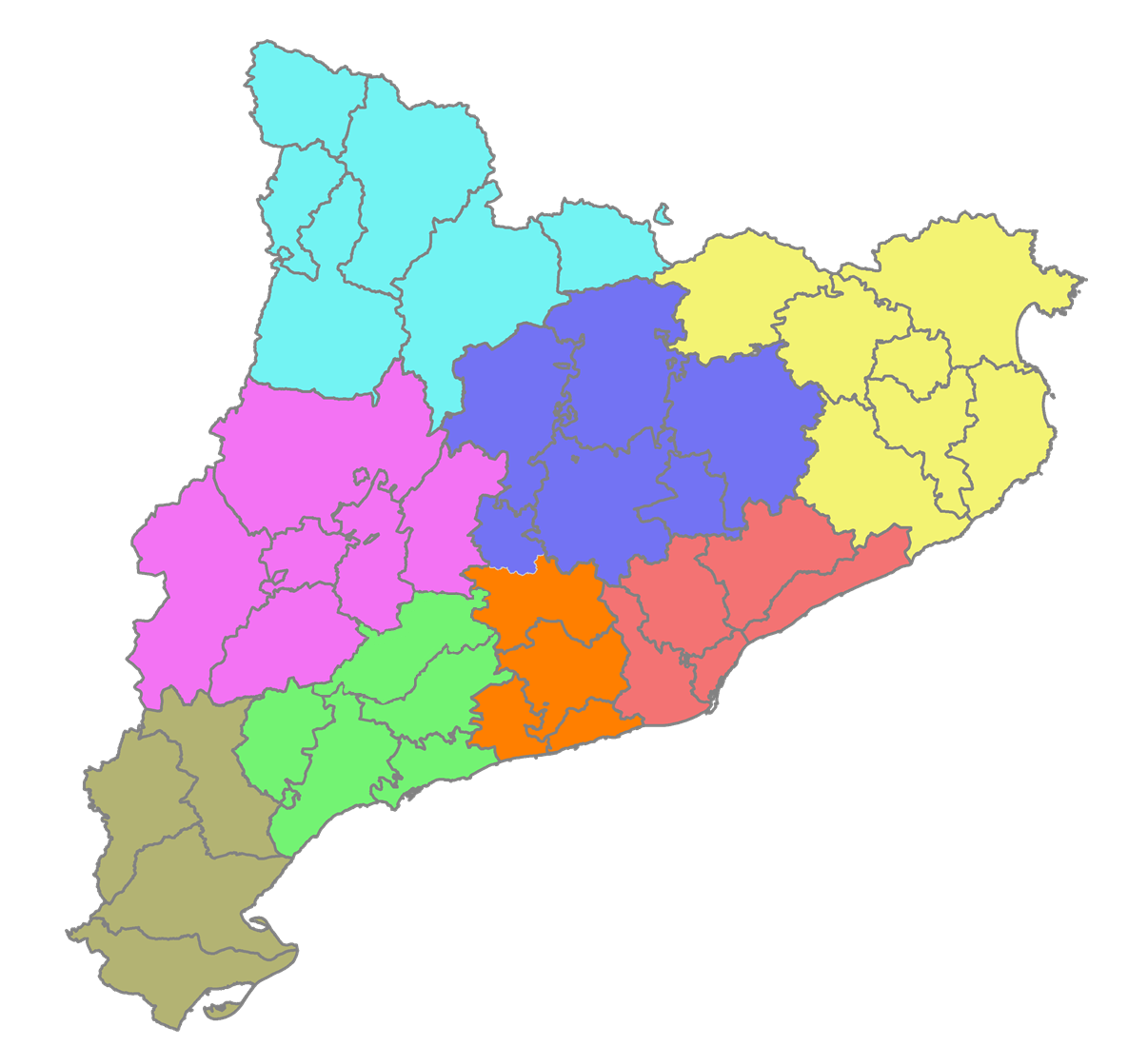
Ámbitos funcionales territoriales de Cataluña:
Ámbito metropolitano de Barcelona
Comarcas gerundenses
Campo de Tarragona
Tierras del Ebro
Poniente
Panadés
Comarcas centrales
Alto Pirineo y Arán

Comarcas y municipios de Poniente

Poniente  (en catalán y oficialmente Ponent) es una unidad funcional de Cataluña. Llamada también Comarcas de Lérida de forma genérica o Tierra Firme o Tierras de Poniente, comprende las comarcas de Segriá, Noguera, Plana de Urgel, Urgel, Segarra y de Las Garrigas. En el Plan territorial general de Cataluña está definido como uno de los ocho ámbitos funcionales territoriales.
El ámbito funcional territorial aglutinaba también la zona pirenaica, como también lo hace el Informe Roca, que propone una veguería de Poniente en la que se incluye una subveguería llamada Alto Pirineo y Valle de Arán. Junto con la subveguería del Alt Pirineu, es una de las seis veguerías propuestas en el Informe Roca. Posteriormente en 2001 se reconoció el Alto Pirineo y Arán como un ámbito diferenciado de Poniente, según la ley 24/2001 del 31 de diciembre de 2001.
Tiene 5426 km² y 375 964 habitantes. La ciudad más importante es Lérida, seguida de Balaguer, Tárrega y Mollerusa. Otras poblaciones importantes son Cervera, Borjas Blancas, Agramunt, Artesa de Segre y Ponts.
La economía se centra en la agricultura, si bien las poblaciones importantes tienen una gran concentración de servicios e industria transformadora de alimentos.
Las instituciones leridanas han ido pidiendo que el nombre de la futura veguería incluya el término "Lleida" (Lérida).
Comarcas:
- Las Garrigas (19 075 habitantes)
- Noguera (39 727 habitantes)
- Plana de Urgel (38 111 habitantes)
- Segarra (22 667 habitantes)
- Segriá (217 853 habitantes)
- Urgel (38 531 habitantes)